# Baabda
Baabda  (in arabo  بعبدا‎?, Baʿabdā) è una cittadina del Libano, di circa 2 500 abitanti, capoluogo del governatorato del Monte Libano. Si trova su una collina a circa 9 km a sud-est da Beirut.
Baabda, insieme con porzioni dei distretti di Metn, Shuf e Aley, contribuisce alla formazione dell'agglomerato urbano di Beirut.
A Baabda si trova il  Palazzo di Baabda che costituisce la residenza ufficiale del Presidente della repubblica libanese.

## Caratteristiche turistiche
Baabda è nota per il Castello Ottomano (il Serraglio) ed è sede di numerose ambasciate come quelle di Italia, Giappone, Giordania, Polonia, Ucraina, Romania, Indonesia e Spagna. A Baabda hanno sede il Palazzo Presidenziale libanese, il Ministero della Difesa e altre importanti istituzioni del paese.